# Thomas Bach
Thomas Bach (Würzburg, República Federal Alemanya 1953) és un exesgrimista i medallista olímpic alemany, i actual president del Comitè Olímpic Internacional.
Va néixer el 29 de desembre de 1953 a la ciutat de Würzburg, població situada a l'estat de Baviera, que en aquells moments formava part de la República Federal Alemanya (RFA) i que avui dia forma part d'Alemanya.
Especialista en floret, va participar als 22 anys als Jocs Olímpics d'Estiu de 1976 celebrats a Mont-real (Canadà), on aconseguí guanyar la medalla d'or en la prova de floret per equips.
El 9 de maig de 2013 Bach anuncià la seva candidatura per esdevenir president del Comitè Olímpic Internacional (COI). El 10 de setembre d'aquell any fou elegit president en la 125a Sessió del COI celebrada a Buenos Aires (Argentina) per a un mandat de vuit anys, renovable quatre més, per davant de:
| Candidat        | Ronda 1 | Desempat | Ronda 2 |
| Thomas Bach     | 43      | —        | 49      |
| Richard Carrión | 23      | —        | 29      |
| Ng Ser Miang    | 6       | 56       | 6       |
| Denis Oswald    | 7       | —        | 5       |
| Serguei Bubka   | 8       | —        | 4       |
| Wu Ching-kuo    | 6       | 36       | —       |